# 久保さゆり
久保 さゆり（くぼ さゆり、1978年6月3日 - ）は、日本の女性声優。愛媛県出身。2008年11月までは81プロデュースに所属していた。

## 略歴
アミューズメントメディア総合学院卒業。ラジオ『小森まなみの君がそばにいれば』のアシスタントを務めていた。
ラジオ出演当時『スーパードール★リカちゃん』の香山リカ役に抜擢され、キャスト発表でテレビ誌やアニメ誌などに名前が載ったが、出演しなかった。
初のナレーションレギュラー番組BSーiの『LIVE!LOVW!EVE!』では、2年半毎日ナレーションを務めた。新宿高島屋タイムズスクエアのスタジオからの放送で、本人も「よく高島屋まで生放送を観に行っていた」「新宿駅の巨大エキシビジョンから自分の声が流れ感動して震えた」と語っている。最終回を迎える頃には妊娠9ヶ月目であり、番組スタッフ皆に祝福された。
2003年5月に女児出産。
アニメ『地球へ…』では出産シーンと、子供を亡くした（実際は亡くなっていない）悲しみのあまり狂気するカリナ役に挑戦し、カリナが登場する回では感動を呼び、アニメ誌の名場面ランキングに1位に選ばれた。
2010年8月8日、渋谷C.C.Lemonホールにて文化放送のA＆G真夏の同窓会イベントで『小森まなみのエールを君に2010』にゲスト出演した。小森まなみとは今でも交流を持っている。

## 出演

### テレビアニメ
2000年
- 伊藤潤二『死人の恋わずらい』（女子生徒）
- グラビテーション（女A、レポーターD、客たち）
- だぁ!だぁ!だぁ!（店員）

2001年
- 爆転シュート ベイブレード（インド人B、アブドル、女の子A、事務員）

2002年
- 天地無用! GXP（女子高生B）
- ポケットモンスター（子供）

2003年
- 名探偵コナン（ホームヘルパー3、スタッフB）

2004年
- サムライチャンプルー（村人）
- 妄想代理人

2005年
- ギャラリーフェイク（カヨ）

2007年
- 銀魂（子供A、ウェイトレス、長谷川ハツ〈マダオの嫁〉、女、看護士、女子C 他）
- 地球へ…（カリナ）
- ボブとはたらくブーブーズ（ゲスト母）
- 流星のロックマン（素敵な女先生）

2008年
- 全力ウサギ（患者）

2009年
- うちの3姉妹（女性）

### OVA
- Piaキャロットへようこそ!!2 DX（1998年、女子高生）
- ジョジョの奇妙な冒険 ADVENTURE（2000年、ポルナレフの妹）
- .hack//Liminality（2002年、なるみ）
- 遙かなる時空の中で-紫陽花ゆめ語り-（2002年、町の娘）
- 風の旅人（2003年、宇都宮君の奥さん）
- 名探偵コナン コナンとキッドとクリスタル・マザー（2004年、車掌）

### ゲーム
- ランナバウト2（1999年）
- プリンセスメーカー2（2001年）

### BLCD
- 富士見二丁目交響楽団（清水恭子）
- honey（親戚B）

### 吹き替え
- ザ・ハッカー（カレン）
- ザ・バレンタインデー（キャシー）

### ナレーション
- BS-i LIVE!LOVE!EVE!

### その他コンテンツ
- 小学館 めばえ知育増刊シリーズ付録DVD『機関車トーマスおはなし絵本』担当